# Chris Fishgold
Chris Fishgold (Liverpool, 6 de junho de 1992) é um lutador inglês de artes marciais mistas, atualmente competindo no peso pena do Ultimate Fighting Championship.

## Início
Fishgold começou a treinar artes marciais aos 16 anos de idade. Seu interesse em dominar as artes marciais cresceu após ele ser apagado no treino um companheiro que tinha metade do seu peso.

## Carreira no MMA

### Ultimate Fighting Championship
Fishgold fez sua estreia no UFC em 27 de outubro de 2018 no UFC Fight Night: Volkan vs. Smith, enfrentando Calvin Kattar. Ele perdeu por nocaute técnico no primeiro round.
Sua segunda luta no UFC veio em 23 de fevereiro de 2019 contra Daniel Teymur no UFC Fight Night: Blachowicz vs. Santos. Ele venceu por finalização no segundo round.
Fishgold enfrentou Makwan Amirkhani no UFC Fight Night: Gustafsson vs. Smith em 1 de junho de 2019. Ele perdeu por finalização no segundo round.

## Cartel no MMA
| Cartel no MMA   |             |            |
| 23 lutas        | 18 vitórias | 4 derrotas |
| Por nocaute     | 2           | 1          |
| Por finalização | 13          | 1          |
| Por decisão     | 3           | 2          |
| Empates         | 1           | 1          |

| Res.    | Cartel | Oponente           | Método                                 | Evento                                         | Data       | Round | Tempo | Local                  | Notas                                           |
| ------- | ------ | ------------------ | -------------------------------------- | ---------------------------------------------- | ---------- | ----- | ----- | ---------------------- | ----------------------------------------------- |
| Derrota | 18-4-1 | Jared Gordon       | Decisão (unânime)                      | UFC on ESPN: Kattar vs. Ige                    | 16/07/2020 | 3     | 5:00  | Abu Dhabi              |                                                 |
| Derrota | 18-3-1 | Makwan Amirkhani   | Finalização (estrangulamento anaconda) | UFC Fight Night: Gustafsson vs. Smith          | 01/06/2019 | 2     | 4:25  | Estocolmo              |                                                 |
| Vitória | 18-2-1 | Daniel Teymur      | Finalização (mata leão)                | UFC Fight Night: Blachowicz vs. Santos         | 23/02/2019 | 2     | 1:10  | Praga                  |                                                 |
| Derrota | 17-2-1 | Calvin Kattar      | Nocaute Técnico (socos)                | UFC Fight Night: Volkan vs. Smith              | 27/10/2018 | 1     | 4:11  | Moncton, New Brunswick | Estreia no UFC; Volta aos Penas.                |
| Vitória | 17-1-1 | Alexander Jacobsen | Finalização (mata leão)                | CWFC 88 Cage Warriors Fighting Championship 88 | 28/10/2017 | 1     | 4:15  | Liverpool              | Defendeu o Cinturão Peso Leve do Cage Warriors. |
| Vitória | 16-1-1 | Nic Herron-Webb    | Decisão (unânime)                      | CWFC: Cage Warriors Unplugged                  | 12/11/2016 | 5     | 5:00  | Londres                | Defendeu o Cinturão Peso Leve do Cage Warriors. |
| Vitória | 15-1-1 | Jason Ponet        | Finalização (guilhotina)               | CWFC 78                                        | 10/09/2016 | 1     | 1:04  | Liverpool              | Defendeu o Cinturão Peso Leve do Cage Warriors. |
| Vitória | 14-1-1 | Adam Boussif       | Finalização (mata leão)                | CWFC 77                                        | 08/07/2016 | 1     | 1:33  | Londres                | Ganhou o Cinturão Peso Leve do Cage Warriors.   |
| Vitória | 13-1-1 | Jordan Miller      | Finalização (guilhotina)               | CWFC 75                                        | 15/04/2016 | 1     | 1:04  | Londres                |                                                 |
| Vitória | 12-1-1 | Alejandro Ferreira | Nocaute Técnico (socos)                | ICE Fighting Championships 11                  | 20/02/2016 | 1     | 0:00  | Liverpool              |                                                 |
| Vitória | 11-1-1 | Benjamin Baudrier  | Finalização (guilhotina)               | ICE Fighting Championship 9                    | 20/11/2015 | 1     | 0:00  | Manchester             |                                                 |
| Empate  | 10-1-1 | Ryan Roddy         | Empate (majoritário)                   | Made 4 the Cage 18                             | 28/09/2015 | 3     | 5:00  | Newcastle              | Estreia nos Leves.                              |
| Derrota | 10-1   | Gi Bum Moon        | Decisão (unânime)                      | PRO FC 10                                      | 09/05/2014 | 3     | 5:00  | Taipei                 |                                                 |
| Vitória | 10-0   | Olivier Pastor     | Decisão (unânime)                      | CWFC 62                                        | 07/12/2013 | 3     | 5:00  | Newcastle              |                                                 |
| Vitória | 9-0    | Marcin Wrzosek     | Nocaute Técnico (socos e cotoveladas)  | CWFC 57                                        | 20/07/2013 | 2     | 3:31  | Londres                |                                                 |
| Vitória | 8-0    | Steve O'Keefe      | Finalização (guilhotina)               | CWFC 52                                        | 29/03/2012 | 1     | 1:34  | Londres                |                                                 |
| Vitória | 7-0    | Andy DeVent        | Finalização (mata leão)                | Cage Conflict 11                               | 29/10/2011 | 2     | 0:00  | Liverpool              |                                                 |
| Vitória | 6-0    | Jeremy Petley      | Finalização (mata leão)                | BAMMA 7                                        | 10/09/2011 | 1     | 4:33  | Birmingham             |                                                 |
| Vitória | 5-0    | Danny Welsh        | Finalização (mata leão)                | OMMAC 10                                       | 04/06/2011 | 1     | 1:08  | Liverpool              |                                                 |
| Vitória | 4-0    | Ben Rose           | Decisão (unânime)                      | Night of the Gladiators 7                      | 12/03/2011 | 3     | 5:00  | Staffordshire          |                                                 |
| Vitória | 3-0    | Jules Willis       | Finalização (guilhotina)               | OMMAC 6                                        | 07/08/2010 | 1     | 1:34  | Liverpool              |                                                 |
| Vitória | 2-0    | Phil Flynn         | Finalização (chave de braço)           | Cage Conflict 5                                | 08/05/2010 | 2     | 0:00  | Accrington             |                                                 |
| Vitória | 1-0    | Neil McGuigan      | Finalização (mata leão)                | OMMAC 4                                        | 06/03/2010 | 1     | 3:33  | Liverpool              | Estreia nos Penas.                              |